# Gerhard Jacob Keiser (1770-1848)
Gerhard Jacob Keiser (Groningen, 6 juli 1770 - aldaar, 6 september 1848) was advocaat en notaris te Groningen, grietman van Oosterdeel-Langewold en lid van Gedeputeerde Staten van de provincie Groningen.

## Leven en werk
Keiser werd in 1770 geboren als zoon van de rechtbankpresident Jacob Warmolt Keiser en van Helena Elsabet Lohman. Net als zijn vader en zijn grootvader Gerhard Jacob Keiser, naar wie hij vernoemd was, studeerde hij rechten. Keiser promoveerde in 1794 aan de universiteit van Groningen. Het jaar daarop trouwde hij, op 11 november 1795, met Gesina Ellegonda Busch te Groningen. Hij vestigde zich als advocaat in Groningen. In de periode 1796 tot 1802 was hij grietman van Oosterdeel - Langewold. Van 1803 tot 1811 was hij secretaris van het gerechtshof van Groningen. Vervolgens werd hij notaris in deze stad. Van 1829 tot 1848 was hij lid van Provinciale Staten van de provincie Groningen. Van 1834 tot 1848 was hij tevens gedeputeerde van deze provincie.
Als vrijmetselaar was Keizer betrokken bij de Groninger loge L'Union Provinciale. Van 1809 tot 1810 vervulde hij de functie van voorzittend meester bij deze loge. Hij werd opgevolgd door zijn zwager, kolonel Marcus Busch.
Keiser was ook lid van de Groningse afdeling van de Maatschappij tot Nut van 't Algemeen. Samen met vijf andere leden van deze afdeling (waaronder ook vrijmetselaren) richtte Keiser een kweekschool (de voorloper van de Pedagogische Academie van de Hanzehogeschool Groningen) en de Academie van Teeken-, Bouw- en Zeevaartkunde "Minerva" op.
- International Standard Name Identifier: 0000 0003 9295 2078
- Nederlandse Thesaurus van Auteursnamen: 071360956
- Virtual International Authority File: 287092685
- WorldCat: E39PBJqBphkPYMDwV6BwkkbyBP